# Swissvale
Swissvale é um distrito localizado no estado norte-americano da Pensilvânia, no Condado de Allegheny.

## Demografia
Segundo o censo norte-americano de 2000, a sua população era de 9653 habitantes.
Em 2006, foi estimada uma população de 8909, um decréscimo de 744 (-7.7%).

## Geografia
De acordo com o United States Census Bureau tem uma área de 3,2 km², dos quais 3,1 km² cobertos por terra e 0,1 km² cobertos por água.

## Localidades na vizinhança
O diagrama seguinte representa as localidades num raio de 4 km ao redor de Swissvale.